# Castillo de Chateauneuf-du-Pape
El Castillo de Chateauneuf-du-Pape ha dominado la aldea y sus viñedos por casi 800 años. Su vínculo con el Papado de Aviñón esta fuertemente marcado por el Châteauneuf-du-Pape y la Viticultura de la zona.